# トンプソン・バタフライフィッシュ
トンプソン・バタフライフィッシュ（学名：Hemitaurichthys thompsoni）は、スズキ目チョウチョウウオ科に分類される魚類の一種。種小名は芸術家・モデラーのJohn W. Thompsonへの献名である。日本に生息するチョウチョウウオ科の魚の中でバージェス・バタフライフィッシュとともに和名がない。

## 形態
- 全長18cm[3]。
- 英名のBusinessman butterflyfishは、本種の体色がスーツを着たかのように黒いことに由来する[3]。
- 幼魚の背鰭には黒い斑点が3つある[4]。

よく似た種

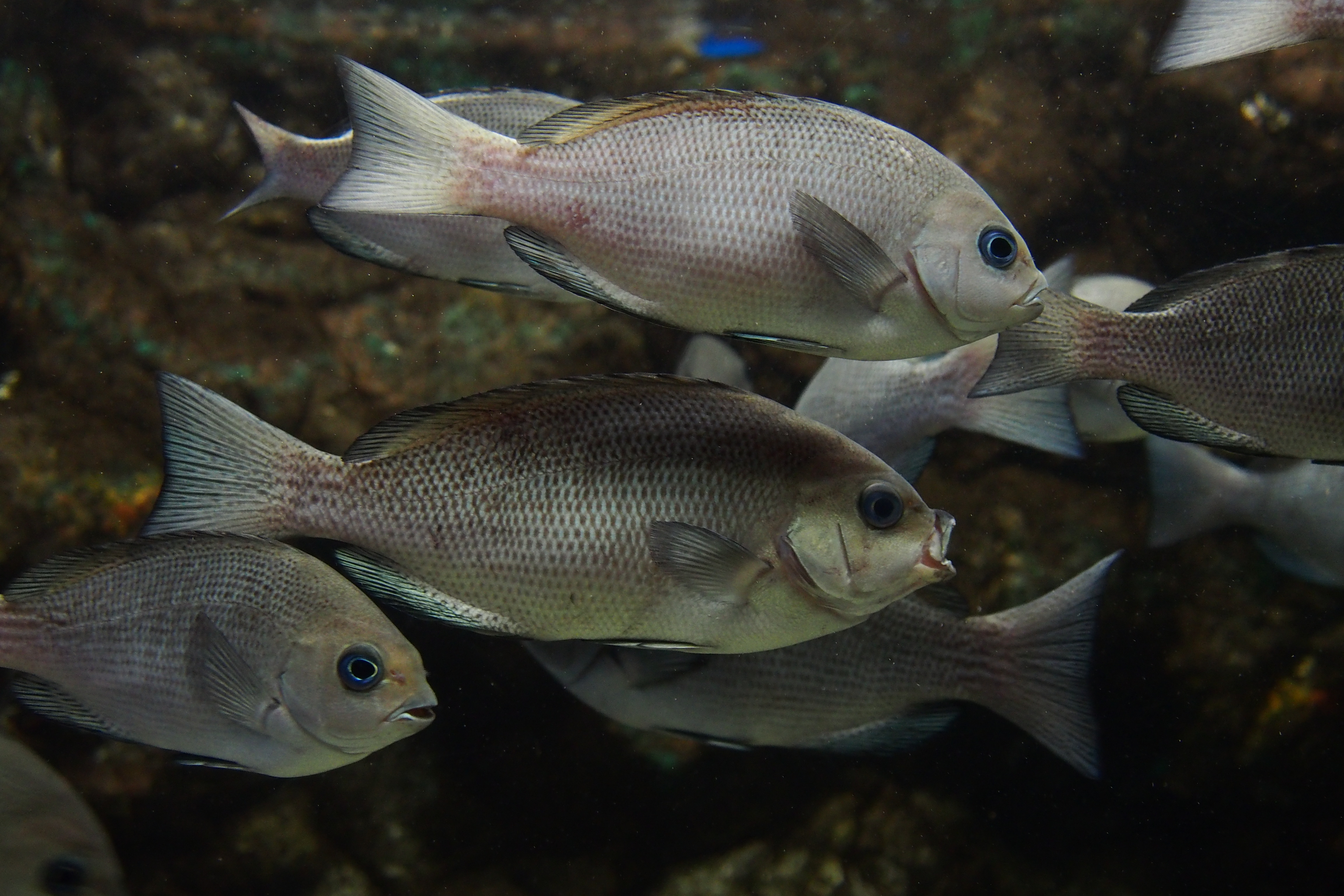
メジナ

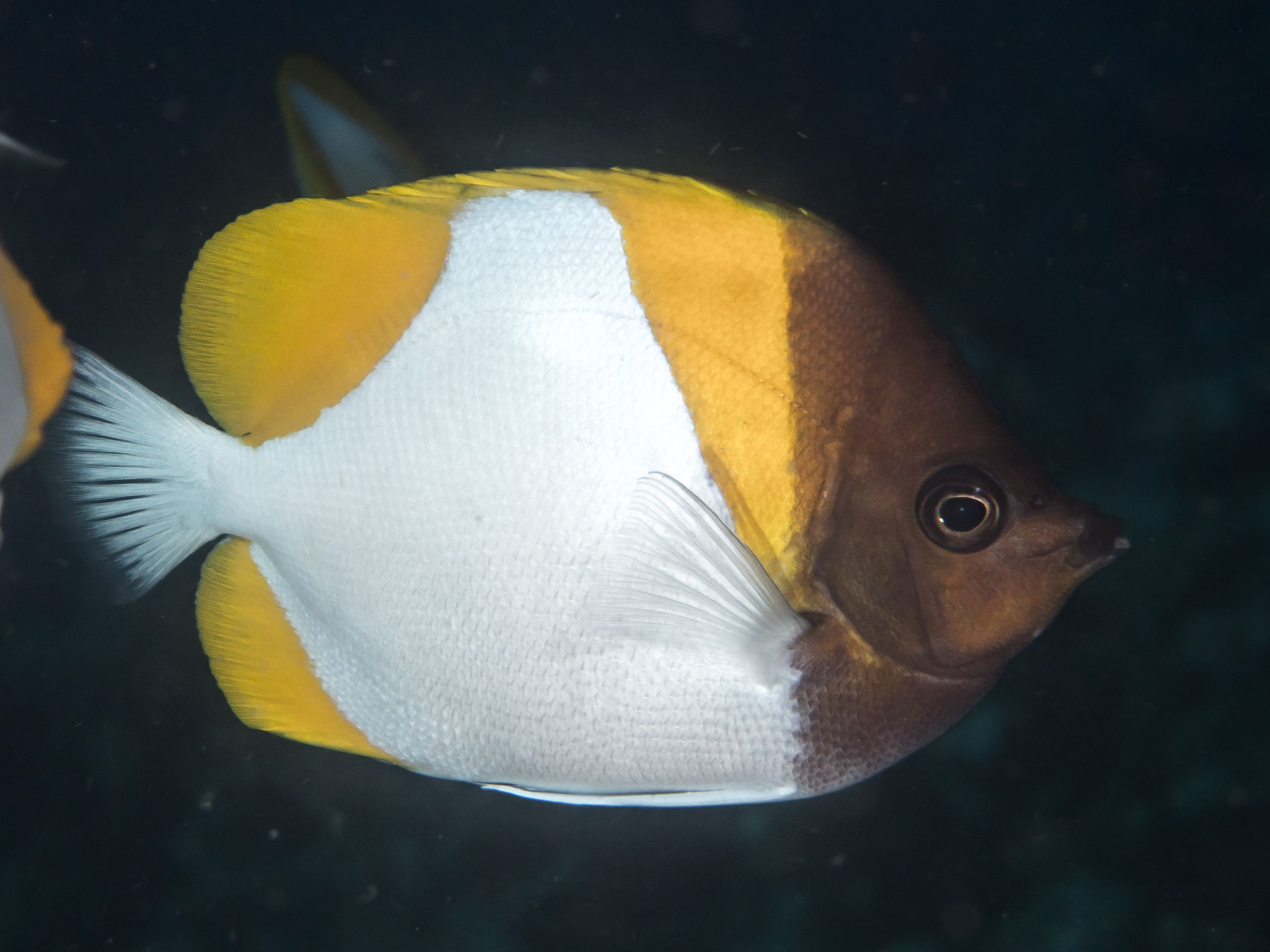
カスミチョウチョウウオ

本種は一見するとメジナに見える。また、かつては同属のカスミチョウチョウウオと同一種とされていた。

## 生態
プランクトンを食べる。
水深4-300mのサンゴ礁で群れて生息している。特にハワイ島やラナイ島では大群になることがある。

## 分布
西部太平洋。日本では小笠原諸島で観察されている。

## 人とのかかわり
観賞魚。